# Camlough
Camlough är en ort i Storbritannien.   Den ligger i riksdelen Nordirland, i den västra delen av landet, 500 km nordväst om huvudstaden London. Camlough ligger 146 meter över havet och antalet invånare är 1 081.
Terrängen runt Camlough är platt norrut, men söderut är den kuperad. Runt Camlough är det tätbefolkat, med 276 invånare per kvadratkilometer. Närmaste större samhälle är Newry, 5,3 km öster om Camlough. Trakten runt Camlough består i huvudsak av gräsmarker.